# Pollo con anacardo

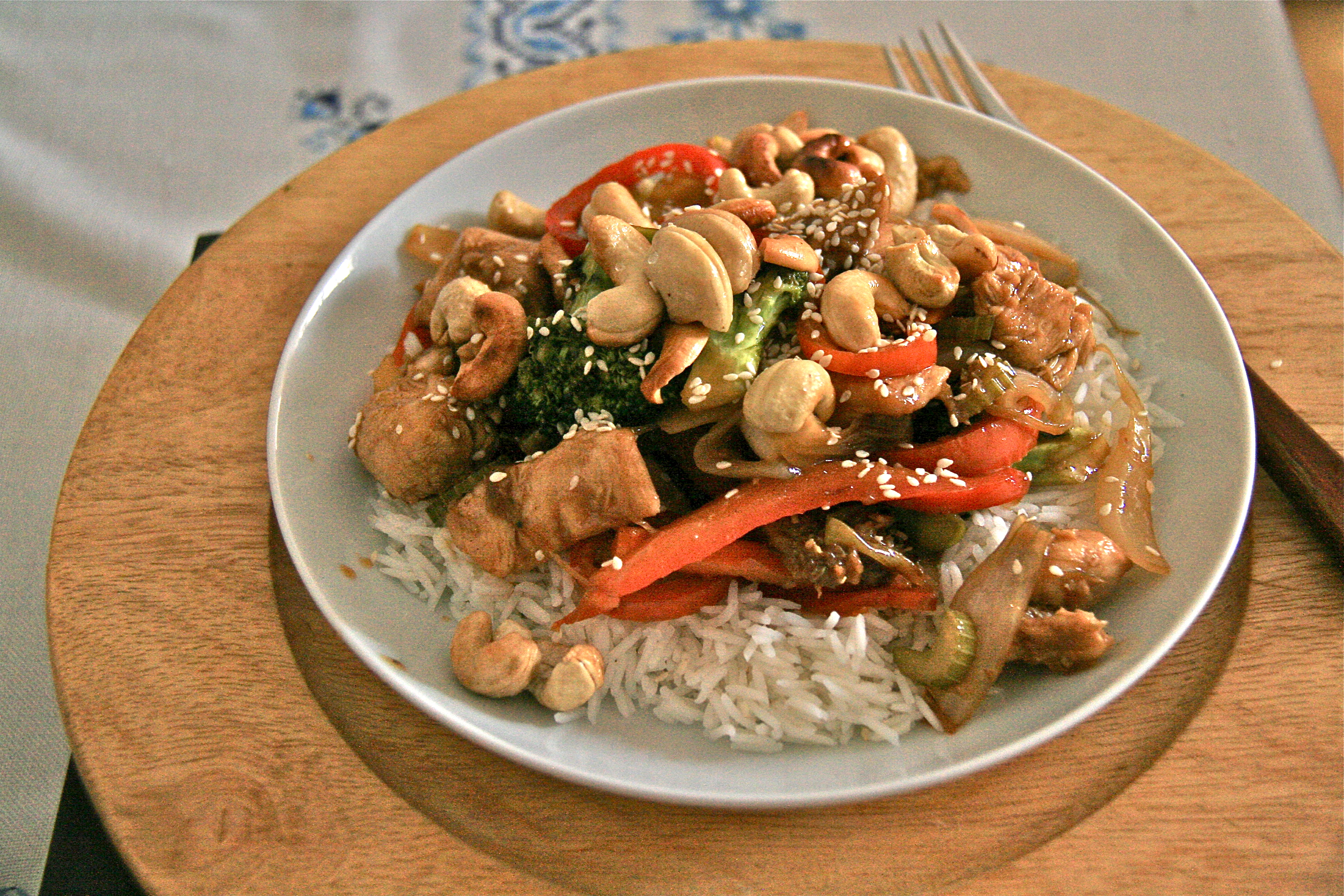

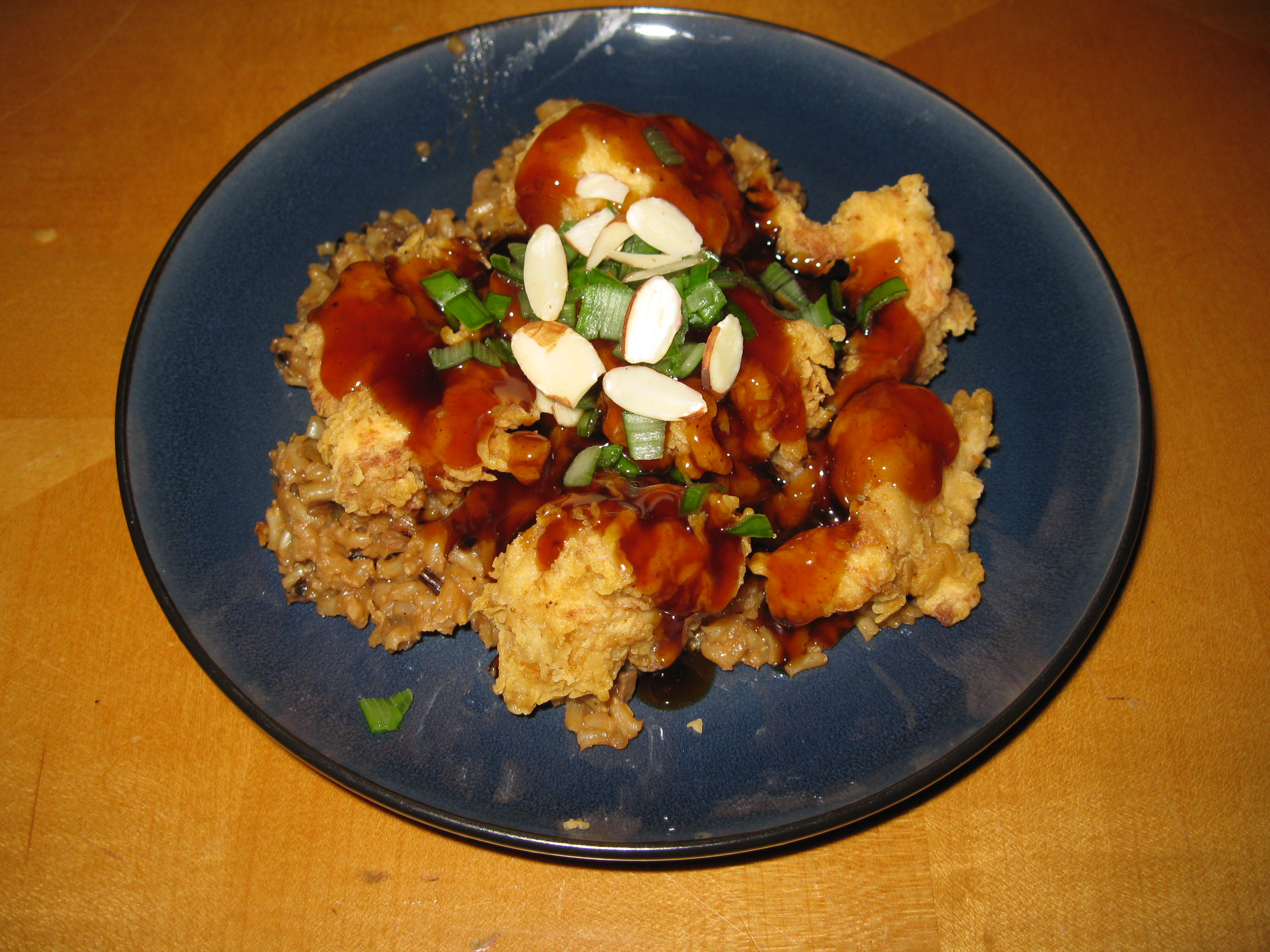
Un plato de pollo con anacardo al estilo Springfield (frito).

El pollo con anacardo (en chino, 腰果鸡丁) es una receta simple chino-estadounidense o china que combina pollo (frito o salteado, según la variante), anacardo y una salsa de ostra espesa.

## Pollo con anacardo estilo Springfield
Una versión importante del plato, que emplea pollo empanado y frito en lugar de salteado, está relacionada con la ciudad de Springfield (Misuri). El pollo con anacardo estilo Springfield fue servido por primera vez en 1963 en el Grove Supper Club de esa ciudad. David Leong, el cocinero, que se había trasladado a Estados Unidos desde China en 1940, luchaba por lograr la aceptación de las recetas de su tierra natal, por lo que empezó a buscar un plato del gusto local. Su famosa receta de pollo con anacardo se hizo tan popular que pronto abrió el Leong's Tea House en Springfield. Tan popular llegó a ser, que se cita menudo como plato oficioso de la ciudad.
Aprovechando el gusto local por el pollo frito, Leong probó una combinación de trozos de pollo fritos con salsa de ostra china, un poco de anacardo y cebolleta picada. El Leong's Tea House cerró en 1997, pero su receta sigue sirviéndose en unos 70 restaurantes chinos, así como otros muchos locales de otro tipo de cocina, en el área metropolitana de Springfield y alrededores, así como en otros lugares de Misuri y otros estados.